# مايك سميث (لاعب كرة سلة أمريكي)
مايك سميث (17 يوليو 1987 في الولايات المتحدة - ) (بالإنجليزية: Mike Smith)‏ هو لاعب كرة سلة أمريكي في مركز مدافع مسدد الهدف. لعب مع إسبارن بريمرهافن وUnion Mons-Hainaut ‏ ولييج باسكت.

## وصلات خارجية
- مايك سميث على موقع كرة السلة الأوروبية.كوم (الإنجليزية)
- مايك سميث على موقع كلية كرة السلة في سبورتس رفرنس.كوم (الإنجليزية)
- مايك سميث على موقع ريلجم (الإنجليزية)